# Uruch
Der Uruch (russisch Уру́х) ist ein linker Nebenfluss des Terek in den russischen Republiken Nordossetien-Alanien und Kabardino-Balkarien im Nord-Kaukasus.
Der Uruch entsteht in Nordossetien-Alanien an der Nordflanke des Großen Kaukasus. Von dort fließt er in nordnordöstlicher Richtung. Er fließt nordwestlich am großen Dorf und Rajonverwaltungssitz Tschikola vorbei und mündet schließlich gegenüber der Stadt Terek in den Oberlauf des Terek. 
Der Uruch hat eine Länge von 104 km. Er entwässert ein Areal von 1280 km². 
Der Uruch wird hauptsächlich vom Schmelzwasser der Gletscher sowie von der Schneeschmelze gespeist.
Der mittlere Abfluss 47 km oberhalb der Mündung beträgt 20,2 m³/s.
Der Fluss ist alljährlich zwischen Dezember und März eisbedeckt.
Ein Teil des Flusswassers wird über den Digerski-Bewässerungskanal zu Bewässerungszwecken abgeleitet.